# Anna Snarska
Anna Snarska – polska lekarka weterynarii, doktor habilitowany nauk rolniczych, profesor na Uniwersytecie Warmińsko-Mazurskim w Olsztynie, specjalistka od chorób wewnętrzne zwierząt.

## Kariera naukowa
W 1994 roku uzyskała tytuł lekarza weterynarii, który nadany został przez Uniwersytet Warmińsko-Mazurski w Olsztynie. W 2004 roku na Wydziale Medycyny Weterynaryjnej tej samej uczelni, uzyskała stopień doktora nauk weterynaryjnych w zakresie weterynarii na podstawie rozprawy pt. Zachowanie się wybranych wskaźników hematologicznych i biochemicznych krwi koników polskich w przebiegu naturalnej inwazji gza Gasteorophilus intestinalis, której promotorem był Konstanty Romaniuk.
W 2019 roku uzyskała na Wydziale Medycyny Weterynaryjnej Uniwersytetu Warmińsko-Mazurskiego stopień doktora habilitowanego nauk rolniczych w dyscyplinie weterynarii na podstawie pracy pt. Wpływ wybranych substancji na ocenę cytologiczną szpiku kostnego u różnych gatunków zwierząt.
W 2004 roku została zatrudniona w Uniwersytecie Warmińsko-Mazurskim w Olsztynie. 